# Kleinste Kortste Film
Kleinste Kortste Film is een filmpostzegel, een film die gedrukt is op een postzegel.
De film werd gemaakt door regisseur en fotograaf Anton Corbijn in 2010 en heeft Carice van Houten in de hoofdrol. Corbijn schoot 120 frames voor het maken van de film. Hiervan gebruikte hij er 30. Als de postzegel gekanteld wordt, volgen de plaatjes elkaar op en ontstaat een film van één seconde. De postzegel ging in première op 29 september 2010 tijdens de Nederlandse Filmdagen en werd verspreid door TNT Post in een oplage van 350.000 exemplaren.
De postzegel is bedoeld als 'ode aan de Nederlandse film' en verwijst naar een Kinderpostzegel uit 1951.